# Insula Rügen

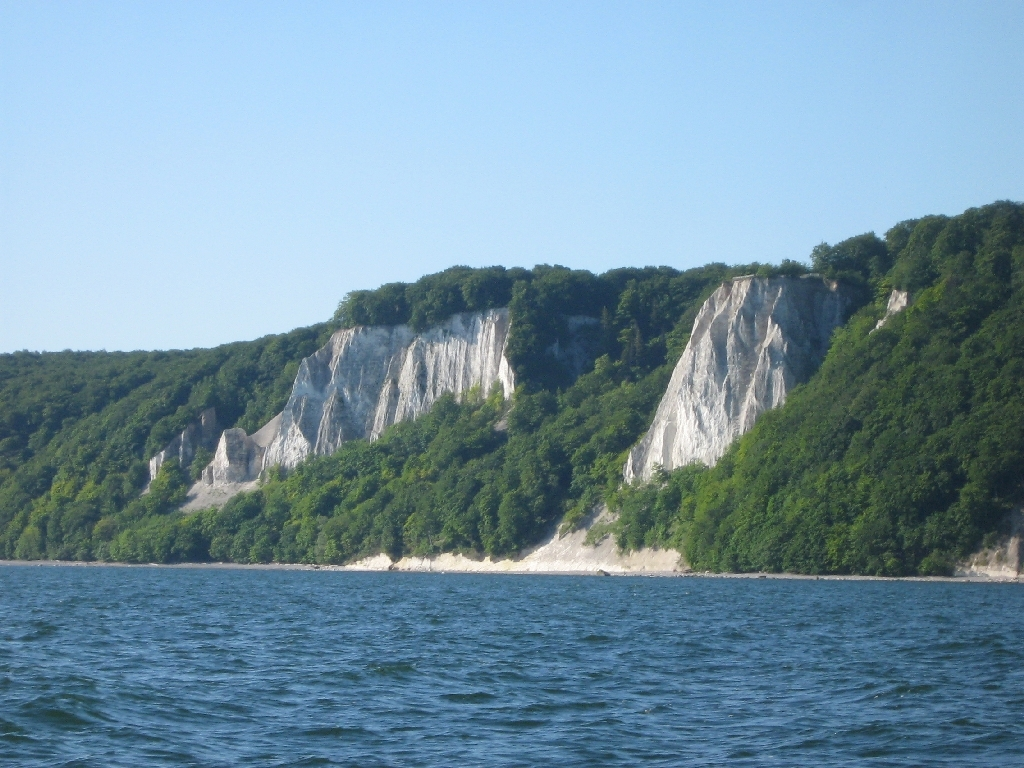
Stâncile "de cretă" de pe Rügen

Rügen (lat. Rugia) este cea mai mare insulă germană. Se află la Marea Baltică, chiar lângă coasta Pomeraniei.

## Geografie
Poarta de intrare pe insulă este orașul hanseatic Stralsund de pe continent, care este legat de insulă printr-un dig și un pod rutier și feroviar. Lungimea insulei pe direcția nord-sud este de 52 km, lățimea maximă fiind în sudul insulei, de 41 km. Suprafața insulei este de 926 km². Lungimea totală a țărmurilor însumează 574 km, insula având o formă neregulată. Altitudinile maxime ale insulei se găsesc în partea de nord, în peninsula Jasmund:  Piekberg (161 m) - maxim și Königsstuhl (117 m).
Împreună cu insula Hiddensee și alte insule mai mici aparține de districtul rural (Landkreis) Rügen cu centrul în orașul Bergen auf Rügen. Alte orașe ale insulei: Putbus, Sassnitz (port) și Garz/Rügen, ca și stațiunile balneare Binz, Sellin, Göhren, Baabe și Thiessow. Insula Rügen este vizitată de un mare număr de turiști, datorită frumuseților sale naturale printre care plajele mari, cu nisip fin.
De insulă se leagă numele marelui pictor german Caspar David Friedrich, care a locuit și activat aici câtăva vreme.

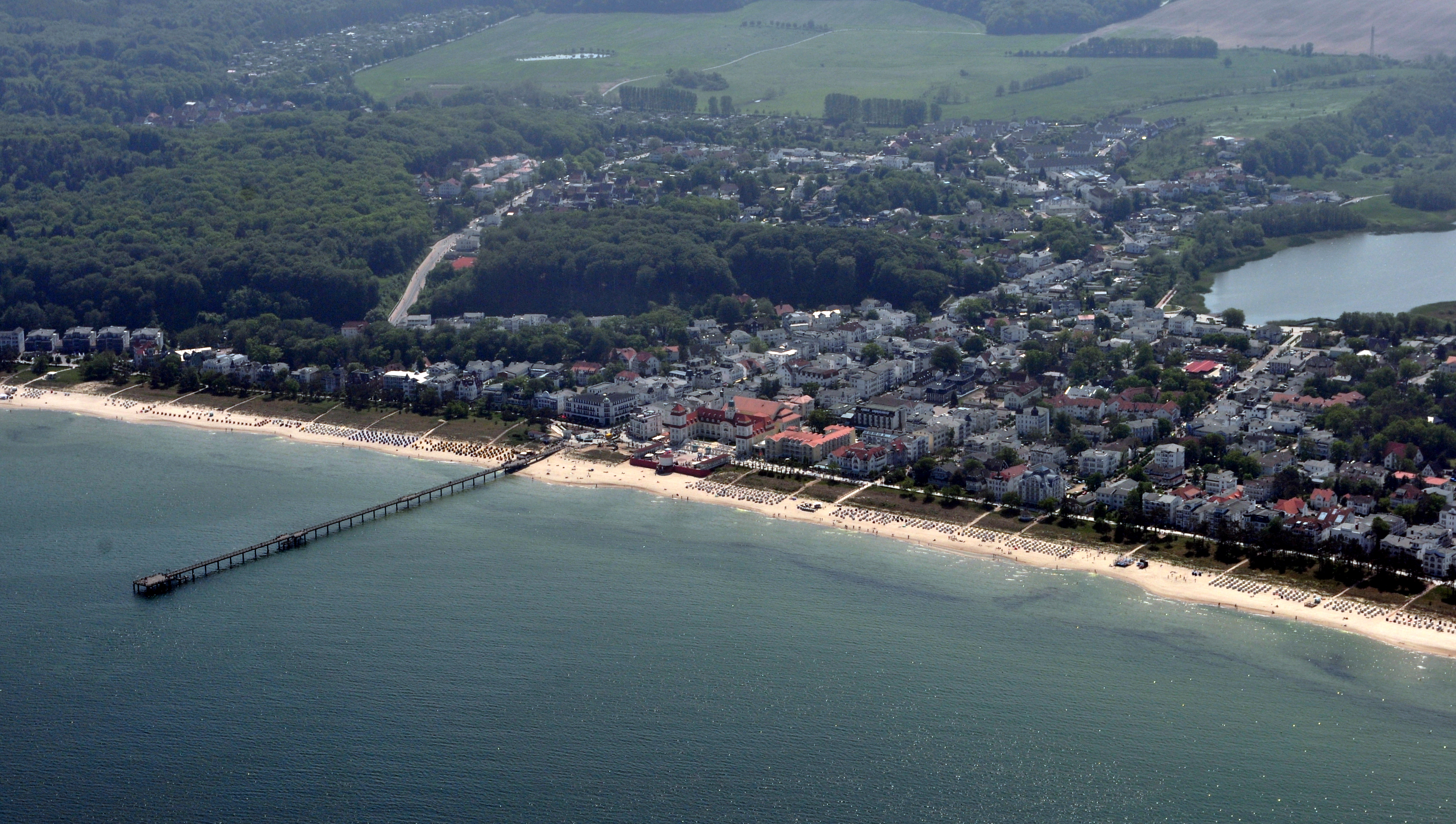
Binz
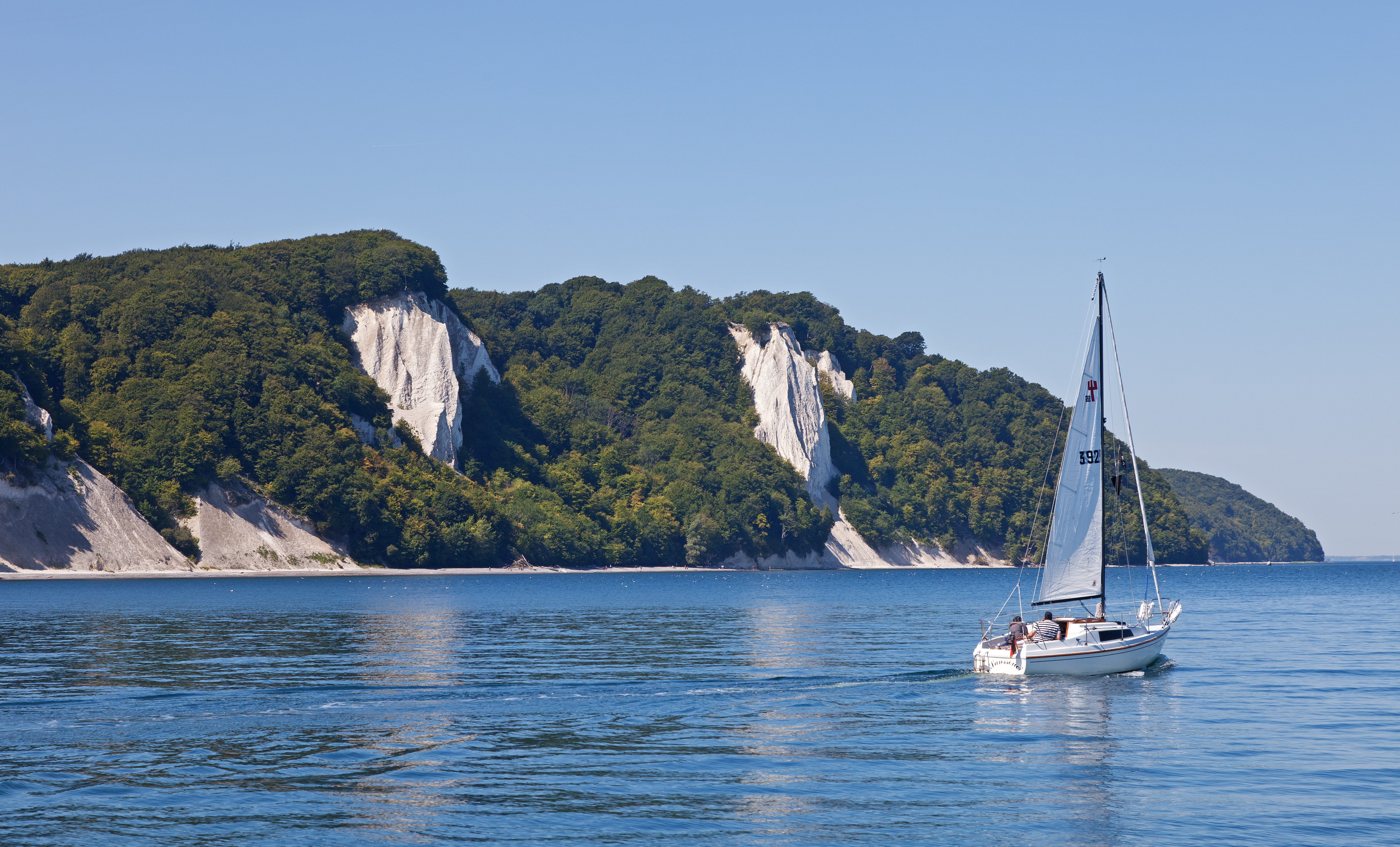
Nationalpark Jasmund